# Dvije rasprave o vladi
Dvije rasprave o vladi djelo su Johna Lockea iz područja filozofije politike.
U tom djelu Locke nudi svoje objašnjenje funkcije i nastanka države, zakonodavne, izvršne i sudske vlasti, privatnog vlasništva, građanskih prava i obveza. Njegova teorija ima ulogu opravdavanja pokušaja svrgavanja kralja i uspostave vladavine u kojoj bi ovlasti vladajućeg bile ograničene ustavom. Naime u vrijeme kada je djelo objavljeno ono daje legitimitet revoluciji vigovaca, koji su bili protiv kralja i protiv konzervativizma. Imajući u vidu cjelokupnu situaciju Locke se suprotstavlja teorijama koje su u to vrijema dominantne, teorije o postanku države prema kojima suveren ima apsolutnu vlast i vlast o postanku građanskog društva. Zalaže se za državu u kojoj bi bila osigurana sloboda individue i prava razuma, a po njegovom mišljenju takva je ustavna monarhija, s pravom naroda da se silom odupre nasilju onih koji su na vlasti. U ovom djelu on s  liberalističkog stajališta iznosi kritiku apsolutističke teorije države, autora Sir Roberta Filmera i  Thomasa Hobbesa, koje su u Lockeovo vrijeme bile najraširenije.  

## Postavke
Locke dokazuje da pravo vladanja nije zajamčeno božanskom objavom, nije ni nasljedno već proizlazi iz ugovora između ljudi i tada se na temelju toga vlast prenosi na određenu osobu ili skup ljudi. Nadalje tvrdi da se izravno iz teksta Svetog pisma ne vidi da je Adamu Bog dao pravo vladanja nad drugim ljudima i da nije to pravo mogao prenijeti na svoje potomstvo. Još je teži pokušaj otkriti tko je pravi Adamov potomak. 
Locke pravi razliku između političke vlasti i vladavine oca nad djetetom, muža nad ženom i gospodara nad slugom. Kada nastoji objasniti nastanak političkog društva polazišna točka mu je prirodno stanje koje ljudi svojevoljno napuštaju kako bi se podvrgnuli vlasti, kaznama i zakonima. Za njega je prirodno stanje nešto poput stanja dobre volje, mira, blagostanja i uzajamnog pomaganja. U njemu su svi ljudi jednaki i imaju potpunu slobodu raspolaganja svojim posjedima, svojom osobnošću, svojim postupcima, ali nemaju slobodu uništenja sebe ili drugih osoba. U prirodnom stanju vlada prirodni zakon, a prekršiocem zakona se smatra onaj koji neopravdanom primjenom sile ugrožava drugoga i dovodi se u stanje rata, ali postoji opasnost da u takvoj situaciji ugrozi svoj život jer navodi napadnutog na obranu. Ljudi se ponašaju po prirodnom zakonu ako ne ugrožavaju slobodu drugih, a oni koji to čine, bivaju spriječeni na vrijeme. Locke ističe racionalnost koja pobjeđuje stanje rata i smatra ga oličenjem ljudske prirode, i na temelju racionalnosti čovjek je sposoban prepoznati prirodni zakon, te postupa u skladu s njim.
Postoji značajna razlika između prirodnog stanja i stanja rata. Prirodno stanje podrazumjeva da ljudi djeluju u skladu sa svojim umom, a rat je pak stanje koje nastupa kada neka osoba postupi mimo granica svoga uma, samim time napusti prirodno stanje i vrši zlo nad drugom osobom. Ta osoba čini nešto protuprirodno i ono što ne nalaže racionalno mišljenje čovjeka. Prirodno stanje postoji ako osoba ima osiguranu slobodu i dok netko ne pokušava svoju volju nametnuti drugome i potčiniti ga pod svoju vlast. Politička vlast ima pravo donositi zakone, a svrha te vlasti je održavanje zajednice i imovine koja je u njenom vlasništvu. No, za njeno potpuno razumijevanje potrebno je krenuti od temelja. Svi se ljudi nalaze u istom prirodnom stanju koje nazivamo stanje savršene slobode, to stanje ujedno ne znači i stanje samovolje, a čovjeka ono ograničava time što nema slobodu nanijeti zlo sebi ili bilo kome drugome. Tako u prirodnom stanju postoji i prirodni zakon koji zabranjuje da netko povređuje drugoga, polazeći od temeljne pretpostavke da su svi ljudi jednaki, i na principu te jednakosti ničiji život nije manje važan te ne postoji pravo nekog čovjeka da ubije drugoga. 
To ujedno vrijedi za otimanje posjeda i oduzimanje nečije slobode. Ljudske sposobnosti su slične tj. ne postoje značajne oscilacije sposobnosti između dvije osobe pa iz toga zaključuje da ljudi ne mogu jedan drugoga podređivati. Kada ne bi postojalo tijelo koje izvršava zakon ako dođe do prekoračenja, cjelokupan prirodni zakon ne bi imao smisla jer ne bi branio nevine. Kada to ne bi činio, ne bi bilo razloga da čovjek poštuje zakon jer bi uvidio prednost prekršavanja zakona bez ikakve kazne. Prekršitelj ima biti kažnjen, a čin kažnjavanja predstavlja zakonito donošenje štete, i onaj koji kažnjava drugoga ima potpuno pravo na to i neće biti zakonski prozivan zbog toga. Kažnjavana osoba upućuje na to da ona ne živi po načelu koje nalaže racionalno postupanje, samim time predstavlja opasnost za ostale ljude, a njegovo prekršavanje predstavlja pobunu protiv cijelog naroda koje se obvezalo na poštovanje zakona. Pored prava da kazni prekršioca, žrtva ima pravo i da traži odštetu od njega. Općenito pravo kažnjavanja nalazi se u rukama osobe koja vlada i ona može pozivajući se na vlast odriješiti nečiju kaznu, ali ne može istu tu osobu osloboditi kazne koju mu ima pravo odrediti nevina osoba koju je oštetio, samo mu ona može eventualno oprostiti. Pravo koje posjeduje žrtva počinitelja nepravde ide za dobrobit cijelog naroda. Čovjek koji je ubio drugog čovjeka je objavio rat cijelom narodu jer se odrekao svoga uma i izvršio nasilje nad jednom osobom, a njegov postupak daje ljudima pravo da ga ubiju. ”...i stoga može da bude uništen kao lav ili tigar, kao jedan od ovih divljih zveri s kojima ljudi ne mogu da imaju društvo ni sigurnosti. I na tome se zasnivaju veliki zakoni prirode:’Ko prolije krv čovječju, njegovu će krv proliti čovjek.’”   Ovom se izjavom ubojicu spušta na razinu divlje, pohotne zvijeri koja djeluje u skladu s instinktima jer je lišena razuma, koji je karakterističan samo ljudima. Umjesto da ljudi budu ponosni na svoju privilegiju, oni je zlorabe i posežu za niskim nagonima, ubijaju jer misle da će tako nešto dobiti. 
Različita odstupanja od zakona se na različite načine kažnjavaju. Kako bi se spriječilo osvetoljubivo kažnjavanje i da se u tome ne bi prekoračila mjera, Bog je uspostavio građansku vladu, a ona je tako postala regulirajuće sredstvo prirodnog stanja. Ljudi su članovi prirodnog stanja, sve dok ga sami ne napuste i stupe u političko društvo. 
Ako netko napadne nevinu osobu i nanese joj štetu, reći ćemo da je ta osoba napadnuta, no ako ona odgovori na napad razvija se stanje rata, jer nevini ima pravo da uništi drugu stranu. Stanje mira se može uspostaviti tek kada napadač ponudi pomirenje i odredi uvjete na koje će druga strana moći dobrovoljno pristati. Jedan od bitnih razloga istupanja iz prirodnog stanja i priklanjanje društvu je upravo pokušaj da se izbjegne stanje rata. U društvu se obraća autoritetu, onome koji ima vlast i pozivanjem na njega se može doći do kompromisa. Ako ne postoji vladar u društvu ljudi se pozivaju na Božje zakone i na taj način rješavaju sporove. 
Čovjek je slobodan u društvu, a to mu daje pravo da niti jednoj osobi ne može poslužiti kao rob. Svatko raspolaže svojom voljom i osobošću onako kako on to želi. Uz ovu slobodu postoji i sloboda ljudi pod vladom, postoji određeno pravilo po kojem se treba živjeti, ono je isto za sve pripadnike toga društva, pa u skladu s time čovjek nije pod nikakvim ograničenjem, osim pod onim koje nalaže prirodni zakon. 
“Jer, čovjek budući da nema vlast nad svojim životom, ne može ugovorom ili vlastitom saglasnošću da sebe učini nečijim robom, niti da sebe stavi pod arbitrarnu vlast drugoga da mu on oduzme život kad mu je volja.”  Stanje ropstva po svojoj prirodi jedino je usporedivo sa stanjem rata, jer rob nije ništa drugo no zakonit zarobljenik osvajača.
Prema Lockeu svako je vlasništvo opravdano time što je čovjek upotrijebio svoje radne sposobnosti da pretvori dio zemlje u nešto korisno sebi i drugima. Na taj način njegovo imanje doprinosi i zajednici u kojoj živi, ali uz uvjet da čovjek nije samo za sebe uzeo imanje već da postoji i za druge. Ako upotrijebimo rad na zemlji koja već nakome pripada, u tom slučaju ona ne može biti naša. S toga on naglašava prisvajanje tj. uspostavljanje autoriteta nad stvari koja prvobitno nije ničija. No, Locke shvaća pravilo ljudi da u prirodnom stanju raspolažu blagodatima svoga rada kao privatnim vlasništvo. Tako temelj privatnog vlasništva postavlja u prirodnom pravu čovjeka da slobodno raspolaže sobom kao osobom i svojim radnjama. Prekomjerno posjedovanje bi pak ugrozilo jednakost, ali svojom razboritošću ljudi se uspjevaju oduprijeti toj opasnosti. Ideja vlasništva ja po svemu sudeći pravo na posjedovanje nečega, a ideja nepravde je narušavanje tog prava. Ideja vlasti u svojoj biti ima društvo u kojem se podvrgavamo izvjesnim pravilima koja ujedno ograničavaju apsolutnu slobodu prirodnog stanja. Svijet je zajedničko dobro svih ljudi te pošto smo svi rođeni jednaki, imamo jednaka prava glede uživanja u dobrima koje nam život pruža. Mora postojati način kako bi to korisno upotrijebili, način na koji ćemo te pogodnosti podrediti sebi prije nego što ona postanu vlasištvo drugog čovjeka. Pošto je čovjekova osobnost isključivo njegovo vlasništvo, rad koji proizlazi je također njegov, a timei rezultat toga rada pripada samo njemu. Rad je ključna stvar kojom čovjek vrši selekciju na zajedničko i s druge strane privatno vlasništvo. Mogućnost prisvajanja zahtjeva uvođenje privatnih posjeda koji su uvedeni radi ponovnog uspostavljanja jednakosti. Iako smo svi rođeni jednaki ne znači da trebamo imati jednaku površinu zemlje u vlasništvu, već znači da naš rad jednako vrijedi da ćemo za isti napor biti jednako nagrađeni. Jednakost po rođenju nije isto što i jednakost po dobitku već znači da nam se svima pruža ista prilika da napredujemo u životu. Našim radom doprinosimo zajedničkom dobru. 
U situacijama kada čovjek postane pohlepan i prisvoji si količinu dobara koju ne može iskoristiti, pa propadne, on je prekršio zakon. Povreda je u tome što je prisvojio nešto što bi isto tako moglo biti vlasništvo njegovog susjeda,  pošto svi imaju jednako pravo da to dobro svojim radom prisvoje. Ako na nešto upotrijebimo više rada, taj će proizvod imati i veću vrijednost. U finalni proizvod trebamo ubrojiti sav napor i rad proizvođača koji su proizveli dijelove i omogućili da na kraju imamo proizvod koji ćemo upotrijebiti kao cjelinu. “Priroda i zemlja same po sebi pružaju uglavnom bezvredne predmete. “, svojim radom doprinosimo unapređenju života. Nešto zakonski pripada čovjeku ako je uzeto za postizanje dobrobiti, u protivnom je pljačka. Da bi se spriječilo propadanje proizvoda koji su služili kao sredstvo razmjene, uveden je novac kao trajno dobro, koje se vremenom ne može pokvariti. Novac omogućava da se posjedi šire, a oni se zasigurno neće širiti tamo gdje nema vrijednosti, nema osnovice na kojoj bi se novac zaradio. Prije uvođenja novca, čovjek je radio manje jer nije bilo potrebe da radi i proizvodi više jer bi proizvodi propadali, pošto ih ne bi stigao upotrijebiti. Situacija se sada okrenula, čovjek radi više kako bi zaradio više novca, kojeg može uštedjeti i ne mora brinuti da će prekršiti zakon ako ga pravovremeno ne potroši. Pravo na vlasništvo zapravo proizlazi iz prirodnog zakona, ali postoji izvjesna regulacija onoga što se može prisvojiti. Prema toj regulativi je postignut balans prirodnog stanja, a vlasništvo je prisutno u umjerenoj količini. No, prirodna ravnoteža lakše je primjenjiva na vremena kada je populacija na Zemlji bila znatno manja i kada ograničenja vlasništva nisu bila toliko bitna te je svatko mogao prisvojiti zemlju da je obrađuje i uživa njene plodove. Porastom stanovništva javila se i potreba za mjerodavnim instrumentom razmjene, tj. novcem, čijom se prisutnošću ukida drugo ograničenje vlasništva. Iz otkrića novca slijedi niz drugih stvari, kao što je podjela rada, raspodjela zemlje, razvoj trgovine, unaprijeđuje se obrađivanje zemlje. Te sam gospodarski razvoj vapi za uspostavljanjem države koja će garantirati sigurnost posjeda.
Locke nadalje objašnjava podjelu vlasti na zakonodavnu, sudsku i izvršnu. Zakonodavna vlast predstavlja temelj udruživanja ljudi u političku zajednicu odnosno njihovu prvobitnu želju da se zaštite.
Prirodan zakon nije bio kodificiran te je u njemu svatko mogao tumačiti zakon na svoj način i svaka osoba je bila tumač prava, a ujedno i izvršitelj kazne ako mu je neko zlo naneseno. Zakonodavna vlast nije veća od one u prirodnom stanju, njen je jedini cilj očuvanje vlasništva.  Stupanjem u društvo, prirodno pravo ne prestaje, već je i dalje vječno pravilo za sve ljude. I zakonodavci se moraju prilagoditi zakonu prirode. Vlast zakonodavnog tijela ne smije biti utemeljena na improviziranim pravilima, već moraju postojati zakoni koji su svima poznati i pomoću kojih vlada autoritet. Kada tih zakona ne bi bilo tada ljudi ne bi imali zajamčen mir i sigurnost, jednako kao što to nisu imali u prirodnom stanju. Zakonodavac nema pravo oduzimanja bilo kojeg dijela vlasništva nekog pojedinca bez njegovog pristanka. Oni koji imaju vlast u svojim rukama ne mogu je prenijeti na neku drugu osobu jer narod odlučuje o tome u čije ruke predaje vlast i za kakav oblik države se zalaže. Zakonodavna vlast ima za činiti samo ono što joj narod predaje putem pozitivnog dobrovoljnog prijenosa. Ona vlada za dobrobit naroda. Pozitivni zakon je pisani zakon i ne interpretira se individualno već ga donosi tijelo koje su izabrali članovi zajednice i pritom se svojevoljno odrekli slobode, kako bi se podvrgli zakonu. Čovjek tek sada postaje slobodan u pravnom smislu riječi. Zaštičen od samovolje drugih ljudi on može uživati potpunu slobodu i prava dok je prije za razliku bio slobodan izabrati zemlju koju će obrađivati, ali mu ništa nije jamčilo da mu neće biti naneseno zlo. Čovjek je oslobođen granica koje mu drugi postavlja i na što ga prisiljava, a te slobode nama tamo gdje nema zakona. Zaštitu koju pruža vlast ne može pružiti niti jedna patrijarhalna zajednica, vladar ne može raspolagati našim životima jer njegova moć samo predstavlja našu moć koju smo mu sporazumno prenijeli. Dolazi i do nastanka političkih zajednica te ljudi svoje prirodno pravo prenose na skup osoba ili ovlaštenu osobu koja donosi zakone i djeluje u skladu s njima. Prijelaz iz stanja prirode u stanje organizirane političke zajednice Locke objašnjava kao nastanak političkog društva. Do takvog društva dolazi jer se kod ljudi rađa potreba da ponajprije steknu vlasništvo, a zatim da ga očuvaju. Ljudi se odriču slobode i ulaze u društvo zbog nedostataka prirodnog stanja, poput nepostojanja zakona, nepristranog suca, i moći. U društvu ljudi vide jedini način da očuvaju vlasništvo. “ To je ono što ih je učinilo voljnim da svako preda svoju pojedinačnu vlast kažnjavanja da bi je vršio onaj pojedinac koga će između sebe imenovati; a sve to na osnovu takvih pravila s kojima će se saglasiti zajednica ili oni koje su ljudi za ovu svrhu ovlastili.”  Jedina moć čvjeka u prirodnom stanju jest moć kažnjavanja prekršioca i moć očuvanja samog sebe.   Političko društvo sa sobom povlači i postojanje pozitivnog prava koje će onemogućiti svakojaka tumačenja prava već univerzalno vrijedi za svakoga kao mjerilo po kojem se treba ravnati.  U prirodnom stanju pravo svakog čovjeka je da presudi i kazni drugog čovjeka ako povređuje nečiju imovinu, ili napada nekoga odnosno uskračuje mu slobodu. S druge strane političko društvo ne može opstati ako ne postoji vlast uz pomoć koje bi se očuvalo čovjekovo vlasništvo i kada se ne bi provodilo kažnjavanje prekršioca. Ono nastaje kada se pojedinac odluči odreći prirodne vlasti i predaje ju u ruke zajednice koja ga od sada štiti od prekršitelja putem svojih zakona. “Oni koji su sjedinjeni u jednom telu i imaju zajednički uspostavljeni zakon na koji se pozivaju i sudstvo s vlašću da rešava sporove između njih i kažnjava prekršioce, jesu u političkom društvu jedan s drugim; ali oni koji nemaju takvog zajedničkog prava apelacije, mislim na zemlji, još su u prirodnom stanju,i gde nema drugog sudije, svako je sudija za sebe i izvršilac, što predstavlja, kao što sam ranijepokazao, savršeno prirodno stanje.”  Osnovna funkcija tog društva je zaštita svih ljudi unutar zajednice od onih koji odstupaju od zakona ili ga krše kada nastoje nanijeti zlo nekom čovjeku, općenito povrijediti mu vlasništvo. U političkom društvu ujedinjen je jedan narod s jednim političkim tijelom pod jednom vrhovnom vladom. Svaki član građanskog društva obvezuje se na poštovanje njegovih zakona, jer se u protivnome taj član ne bi uopće razlikovao od bilo kojeg drugog člana prirodnog stanja. Država koja nastaje društvenim ugovorom ima zadatak da zajamči prirodno stanje. Političko društvo se formira sa svrhom očuvanja posjeda, ujedno i očuvanja života, ali vladar nama pravo raspolagati imovinom svojih podanika. Ljudi koji stupaju u zajednicu čine to pod pretpostavkom da su svu vlast predali većini u zajednici. “ I stoga ono što započinje i stvarno uspostavlja neko političko društvo nije ništa drugo do saglasnosti nekog broja slobodnih ljudi, pogodnih za stvaranje većine, da se ujedine i utjelove u takvo društvo.I to je ono što je dalo ili može da da početak nekoj zakonitoj vladi u svijetu.”.   U izvjesnim situacijama vladar može da ozlorabi svoj položaj i nanese štetu podanicima bilo da povređuje njegov život ili imovinu, ali tada oni imaju pravo na samoobranu. Na taj način mogu svrgnuti postojeću vlast koja nanosi štetu i uspostaviti novu koja će prema njihovom mišljenju bolje obnašati funkciju. Kada pak vladar ne poštuje zakon i nameće svoju volju kao zapovijed kojoj se treba pokoravati tada on postaje uzorpator, postojeći zakoni se poništavaju te se ponovno uspostavlja prirodno stanje. U tom stanju podanici nisu obvezni poštovati vladara već imaju i pravo da se bore protiv njega. Stoga ako je bilo tko kriv što je tiranski vladar svrgnut onda je to upravo on jer je svojim ponašanjem i načinom na koji je vladao potaknuo takav slijed događaja. Takav vladar i sam daje povod da bude svrgnut i sam se izravno dovodi u stanje rata jer ne ispunjava dužnosti koje stoje u zakonu već radi mimo zakona. Svaki raskid ugovora između naroda i vladara donosi sa sobom stanje rata, ali i povratak u prirodno stanje. 
Djeca nisu odgovorna pred zakonom, već njihovi roditelji odgovaraju za njihove postupke sve do određene granice u životu. Kada dijete postaje zrelo, um mu je razvijen i može samostalno odlučivati i roditelji više nisu odgovorni za postupke svoga djeteta. Dijete sazrijeva u osobu odgovornu za sebe, koja je od tog trenutka pod zakonom uma čiji je cilj očuvanje slobode, a ne njeno sputavanje. “...tamo gdje nema zakona nema ni slobode. Jer sloboda znači biti slobodan od ograničenja i nasilja drugih, što nije mogućno tamo gdje nema zakona. Ali sloboda nije, kao što nam se kaže: sloboda svakog čovjeka da čini što ga je volja...”  To je sloboda u smislu da čovjek slobodno raspolaže svojim imanjem, radom, osobnošču, a ne da bude potčinjen volji neke osobe, već sljedi svoju volju i odlučuje o svojim namjerama. Vlast roditelja nad djecom postoji jer djeca nemaju u potpunosti razvijen um, a iz toga slijedi da nemaju ni potpunu slobodu volje i djelovanja. Roditelji određuju volju svoje djece i upravljaju njihovim djelovanjem.  Sloboda čovjekova djelovanja zasniva se na posjedovanju uma koji ga upućuje na pravilne postupke. Kada dijete dođe u godine zrelosti, vlast njegova oca nad njim prestaje i otac nema više pravo da raspolaže slobodom sina, jednako kao ni sa slobodom drugog čovjeka. To je očevo pravo samo privremeno; ono je poglavito povlastica djeteta, a manje očeva prednost u smislu vladanja nad djetetom.

## Vanjske poveznice
- Projekt Gutenberg: Druga rasprava o vladi, John Locke
- Ekstenzivna Lockeova bibliografija  Arhivirana inačica izvorne stranice od 13. listopada 2009. (Wayback Machine)
- John Locke, The Two Treatises of Civil Government (Hollis ed.) [1689.] The Online Library of Liberty  Arhivirana inačica izvorne stranice od 28. lipnja 2009. (Wayback Machine)